# Södertälje SK
Södertälje SK (Södertälje Sportklubb) ist ein schwedischer Eishockeyverein aus Södertälje bei Stockholm. Der Klub spielt  in der zweitklassigen Allsvenskan und trägt seine Heimspiele im Scaniarinken für 6.100 Zuschauer aus.

## Geschichte
Södertälje SK wurde 1902 mit den Abteilungen Gymnastik, Leichtathletik, Fußball, Tauziehen und Eislauf gegründet. Nachdem 1907 eine Bandy-Sektion gefolgt war, war der Weg nicht mehr weit zur 1925 gegründeten Eishockey-Abteilung. Gleichzeitig konnte sich der Klub über die erste schwedische Meisterschaft freuen. Sechs weitere sollten bis heute folgen (1931, 1941, 1944, 1953, 1956, 1985).
1975 war Södertälje SK Gründungsmitglied der Elitserien, doch schon bald folgte der erste Abstieg in die Zweitklassigkeit. Nach stets guten Platzierungen vor 1975 ging der Erfolg mit Eintritt in die Elitserien abrupt verloren. 1978 stieg der Club in die zweite Liga ab und blieb dort bis auf ein Intermezzo von einer Saison (1980/81) bis 1983. Nach der Meisterschaft in der HockeyAllsvenskan war auch der Erfolg in der ersten Liga zurückgekehrt: 1985 wurde Södertälje – bislang zum letzten Mal – schwedischer Meister. Doch ab dem dritten Platz 1989 gingen die Ergebnisse wieder bergab. Auf die Plätze 6 und 7 folgte Rang 12 und der erneute Gang in die Zweitklassigkeit, aus der der Traditionsclub erst vier Jahre später wieder aufsteigen konnte. Nach drei dritten Plätzen reichte 1996 der Vize-Meistertitel in der zweiten Liga. Im Jahr darauf konnten die Relegationsspiele Södertälje noch retten, 1998 aber nicht wieder. In der darauffolgenden Spielzeit in der Allsvenskan konnte man zwar Zweitliga-Meister werden, in den Relegationsspielen um den Aufstieg konnte man sich aber nicht durchsetzen. Im dritten Versuch ist der Wiederaufstieg dann 2001 gelungen. Nach dreimal Rang 9 und dem 7. Platz 2005, mit überraschendem Einzug in das Halbfinale der Play-offs, reichte es 2006 wieder nur für Platz 11. Und auch in der darauffolgenden Relegation hatten die „Södertälje Lightnings“ kein Glück; der dritte Platz reichte nicht zum Klassenerhalt, weshalb das Team 2006/07 in der Allsvenskan spielte.
Nach einer Saison in der zweiten Liga stieg der Verein wieder auf und konnte am Ende der Spielzeit 2007/08 den Klassenerhalt sichern. Nachdem in der Saison 2009/10 noch in der Kvalserien der Ligaerhalt errungen worden war, stieg der Verein eine Spielzeit später jedoch in die HockeyAllsvenskan ab, wo er bis 2015 spielte.
2015 stieg die Mannschaft in die drittklassige Hockeyettan ab, qualifizierte sich aber für die Saison 2016/17 direkt wieder für die Allsvenskan.

## Spielstätten
Die erste Eishalle von Södertälje SK hieß Gamla IP. Diese 1902 errichtete Halle wurde 1960 durch den Månskensrinken ersetzt, der aber nur 10 Jahre lang Heimat des SSK bleiben sollte, denn 1970 wurde der Scaniarinken eingeweiht. Der fasst zwar über 1000 Zuschauer mehr als die aktuelle Arena, war aber zu wenig luxuriös und bot zu wenig Logen. Deshalb zog das Team 2006 in den neuen Scaniarinken, der zuerst SSK Event Arena, später AXA Sports Center, hieß.